# Немченко Олег Володимирович
Олег Володимирович Немченко (рос. Олег Владимирович Немченко; нар. 22 листопада 1974, аал Доможаков, Усть-Абаканський район, Хакасія) — російський та чорногорський борець греко-римського стилю та тренер, бронзовий призер чемпіонату Європи, володар та срібний призер Кубків світу, чемпіон Всесвітніх ігор військовослужбовців. Майстер спорту міжнародного класу з греко-римської боротьби.

## Життєпис
Боротьбою почав займатися з 1985 року. У 1994 році став бронзовим призером чемпіонату Європи серед молоді.
Тренери — заслужений тренер Росії Геннадій Боргояков, заслужений тренер РРФСР Михайло Гамзін. Виступав за СКА (Красноярськ). Чемпіон Росії (2000 — до 58 кг). Срібний призер чемпіонату Росії (1995 — до 52 кг).
У збірній команді Росії з 1995 по 2003 рік. Після цього протягом декількох років участі у міжнародних турнірах не брав. 2008 року виступав за збірну Чорногорії, сподіваючись потрапити на Олімпійські ігри в Пекіні, але на Олімпіаду не пробився, посівши низькі місця на олімпійських кваліфікаційних турнірах, а на чемпіонаті Європи у складі чорногорців став лише сімнадцятим. Того ж року завершив спортивну кар'єру.
У 1995 році закінчив Омську академію фізичної культури і спорту. Після закінчення виступів на борцівському килимі перейшов на тренерську роботу. З 1994 по 1997 р — спортсмен-інструктор школи вищої спортивної майстерності Красноярського крайового спортивного комітету; з 1997 року — спортсмен-інструктор Міністерства з фізичної культури і спорту Республіки Хакасія.

## Спортивні результати на міжнародних змаганнях

### Виступи на Чемпіонатах світу
| Змагання                        | Збірна | Вагова категорія                 | Місце |
| ------------------------------- | ------ | -------------------------------- | ----- |
| Чемпіонат світу з боротьби 1997 | Росія  | греко-римська боротьба, до 54 кг | 8     |
| Чемпіонат світу з боротьби 2003 | Росія  | греко-римська боротьба, до 55 кг | 26    |

### Виступи на Чемпіонатах Європи
| Змагання                         | Збірна     | Вагова категорія                 | Місце  |
| -------------------------------- | ---------- | -------------------------------- | ------ |
| Чемпіонат Європи з боротьби 1997 | Росія      | греко-римська боротьба, до 54 кг | Бронза |
| Чемпіонат Європи з боротьби 2008 | Чорногорія | греко-римська боротьба, до 66 кг | 17     |

### Виступи на Кубках світу
| Змагання                    | Збірна | Вагова категорія                 | Місце  |
| --------------------------- | ------ | -------------------------------- | ------ |
| Кубок світу з боротьби 1995 | Росія  | греко-римська боротьба, до 52 кг | Золото |
| Кубок світу з боротьби 1996 | Росія  | греко-римська боротьба, до 57 кг | Срібло |

### Виступи на Всесвітніх іграх військовослужбовців
| Змагання                                | Збірна | Вагова категорія                 | Місце  |
| --------------------------------------- | ------ | -------------------------------- | ------ |
| Всесвітні ігри військовослужбовців 1995 | Росія  | греко-римська боротьба, до 52 кг | Золото |

### Виступи на інших змаганнях
| Змагання                                                             | Збірна     | Вагова категорія                 | Місце |
| -------------------------------------------------------------------- | ---------- | -------------------------------- | ----- |
| Олімпійський кваліфікаційний турнір з боротьби 2000 (Клермон-Ферран) | Росія      | греко-римська боротьба, до 58 кг | 21    |
| Олімпійський кваліфікаційний турнір з боротьби 2008 (Роме-Остія)     | Чорногорія | греко-римська боротьба, до 60 кг | 7     |
| Олімпійський кваліфікаційний турнір з боротьби 2008 (Новий Сад)      | Чорногорія | греко-римська боротьба, до 60 кг | 18    |

### Виступи на змаганнях молодших вікових груп
| Змагання                                      | Збірна | Вагова категорія                 | Місце  |
| --------------------------------------------- | ------ | -------------------------------- | ------ |
| Чемпіонат Європи з боротьби серед молоді 1994 | Росія  | греко-римська боротьба, до 52 кг | Бронза |